# 佛笑樓
佛笑樓 （Restaurante Fat Siu Lau）是澳門一家歷史悠久的西餐廳，於1903年由黃民成先生創立。早期店址位於清平直街，後因業務擴展遷至福隆新街；並曾於新口岸開設分店。
根據餐廳第四代傳人黃慶添表示，餐廳名稱源於其曾祖父。他認為佛常常展露笑容，希望客人品嚐完美食後，也笑得像佛般開懷，因此將店舖命名為「佛笑樓」。

## 著名菜色
- 石岐燒乳鴿
- 咖喱炒蟹
- 非洲雞

## 代言人
- 盧海鵬* 經典廣告 1985年 - 澳門佛笑樓 (盧海鵬) （页面存档备份，存于）（1985年）
- 鄭丹瑞* 香港中古廣告: 澳門佛笑樓(鄭丹瑞)1988 （页面存档备份，存于）（1988年）

## 外部連結
- 官方网站
- 佛笑樓的Facebook專頁
- 佛笑樓的Instagram帳戶